# Rhyacophila chematangpa
Rhyacophila chematangpa is een schietmot uit de
familie Rhyacophilidae. De soort komt voor in het Oriëntaals gebied.
De wetenschappelijke naam van de soort werd voor het eerst gepubliceerd in 1970 door Fernand Schmid.